# Sophie Gendron
Sophie Gendron ist eine kanadische Schauspielerin, die überwiegend in kanadischen Fernsehfilmproduktionen mitwirkt.

## Leben
Seit 2003 ist Gendron als Fernseh- und Filmschauspielerin tätig. Sie begann in Nebenrollen und war unter anderen 2004 in drei Episoden der Fernsehserie Lance et compte: La reconquête in der Rolle der Marie-Josée zu sehen. 2007 war sie im Tierhorrorfilm Die Vögel – Attack From Above in der Rolle der Tricia zu sehen. 2009 folgte eine Besetzung als Nicole im Fernsehfilm A Nanny’s Secret, 2011 wurde mit ihr die Rolle der Allysa Winters Im Katastrophenfilm Metal Tornado besetzt. In den nächsten Jahren folgten kleinere und größere Besetzungen in verschiedenen Fernsehfilmen unterschiedlicher Genres. Neuere Produktionen mit ihr waren unter anderem die 2021 erschienenen Fernsehfilme Daddy’s Perfect Little Girl und The Perfect Wedding.

## Filmografie (Auswahl)
- 2003: A Woman Hunted
- 2003: Wall of Secrets (Fernsehfilm)
- 2004: The Perfect Husband (Fernsehfilm)
- 2004: Stranger at the Door (Fernsehfilm)
- 2004: Lance et compte: La reconquête (Fernsehserie, 3 Episoden)
- 2004: Saving Emily (Fernsehfilm)
- 2005: A Lover’s Revenge (Fernsehfilm)
- 2006: Maid of Honor (Fernsehfilm)
- 2006: Murder in My House (Fernsehfilm)
- 2006: The Perfect Marriage (Fernsehfilm)
- 2006: The Rival (Fernsehfilm)
- 2007: Demons from Her Past (Fernsehfilm)
- 2007: Die Vögel – Attack From Above (Kaw)
- 2007: Trügerische Freiheit – Der Mörder wartet auf dich (Framed for Murder, Fernsehfilm)
- 2007: Christie’s Revenge (Fernsehfilm)
- 2007: Tödliches Geheimnis (My Daughter’s Secret, Fernsehfilm)
- 2008: Perfect Secretary (Fernsehfilm)
- 2008: Mit 17 bist Du tot (Dead at 17, Fernsehfilm)
- 2009: A Nanny’s Secret (Fernsehfilm)
- 2010: Verführt (The Perfect Teacher, Fernsehfilm)
- 2011: Weiblich, tödlich, sucht... – Wer ist Carrie? (The Perfect Roommate, Fernsehfilm)
- 2011: Metal Tornado (Fernsehfilm)
- 2012: The Wife He Met Online (Fernsehfilm)
- 2012: Running Girl (Fugitive at 17, Fernsehfilm)
- 2013: The Perfect Boss (Fernsehfilm)
- 2013: The Husband She Met Online (Fernsehfilm)
- 2014: Guilty at 17 (Fernsehfilm)
- 2017: Killer Mom (Fernsehfilm)
- 2017: You Killed My Mother (Fernsehfilm)
- 2018: The Perfect Kiss
- 2018: A Daughter’s Revenge (Fernsehfilm)
- 2018: Zombie at 17 (Fernsehfilm)
- 2019: Mommy’s Little Princess (Fernsehfilm)
- 2019: My Mom’s Darkest Secrets
- 2020: Obsession: Stalked by My Lover (Fernsehfilm)
- 2020: Hotel Limbo
- 2021: Daddy’s Perfect Little Girl (Fernsehfilm)
- 2021: The Perfect Wedding (Fernsehfilm)
- 2022: My Wacko Parents